# Urraul Bajo
Urraul Bajo (auch: Valle de Urraúl Bajo, baskisch Urraulbeiti und Urraulpe) ist eine spanische Gemeinde (municipio) in der Comunidad Foral de Navarra. Sie gehört zur Comarca Pirinioaurrea und hat 323 Einwohner (Stand: 2024). Zur Gemeinde gehören die Ortschaften Artieda, Rípodas, San Vicente und Tabar sowie die Weiler Aldunate, Nardués-Aldunate, Nardués-Andurra, Grez, Sansoáin und die Wüstung Apardués. Der Verwaltungssitz befindet sich in Artieda.

## Lage
Urraul Bajo liegt etwa 38 Kilometer ostsüdöstlich von Pamplona in einer Höhe von ca. 455 m am Irati.

## Sehenswürdigkeiten
- Cornelius-und-Cyprianus-Kirche in Artieda
- Peterskapelle
- Herrenhaus von Artieda

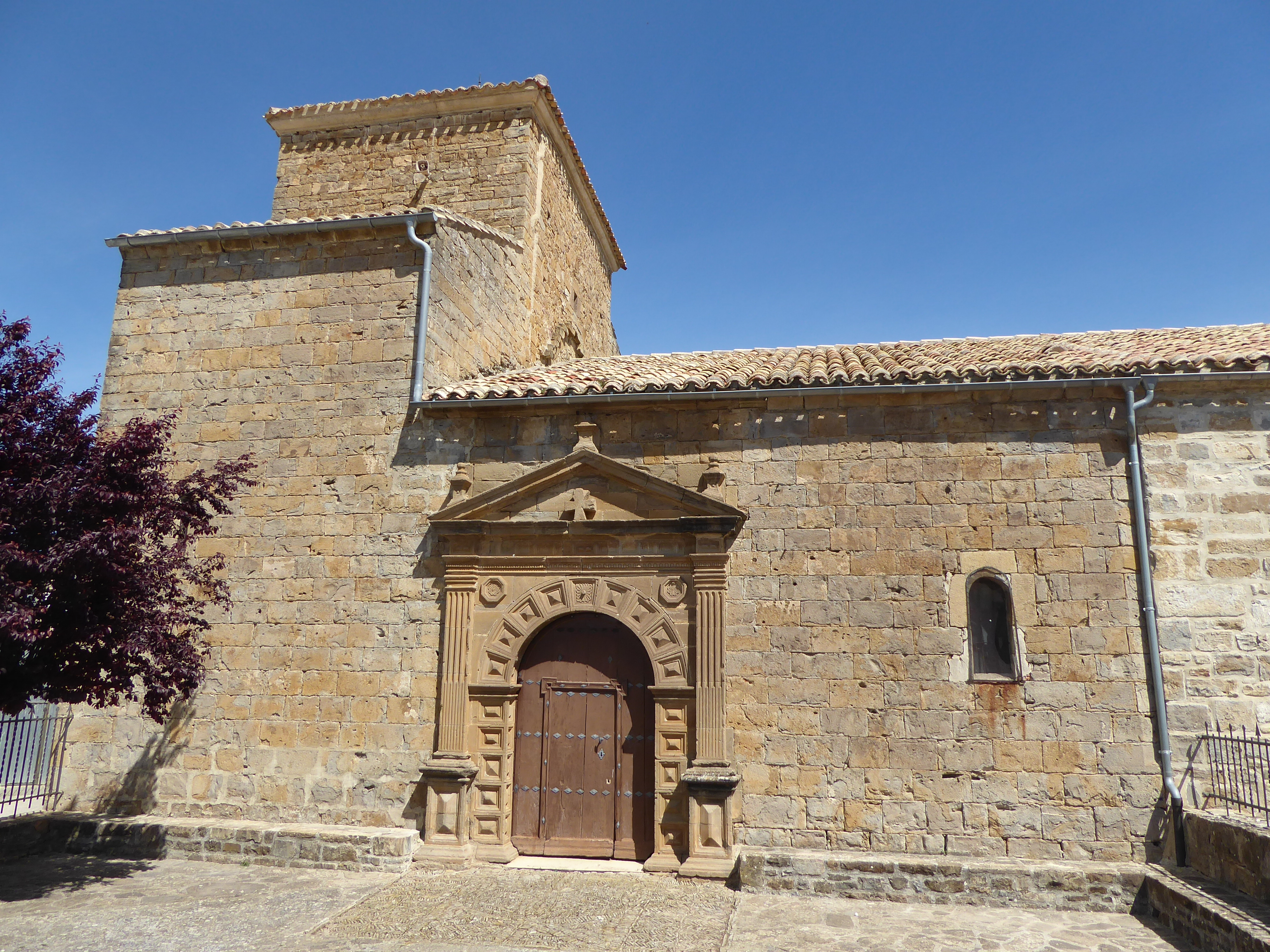
Cornelius- und Cyprianus-Kirche
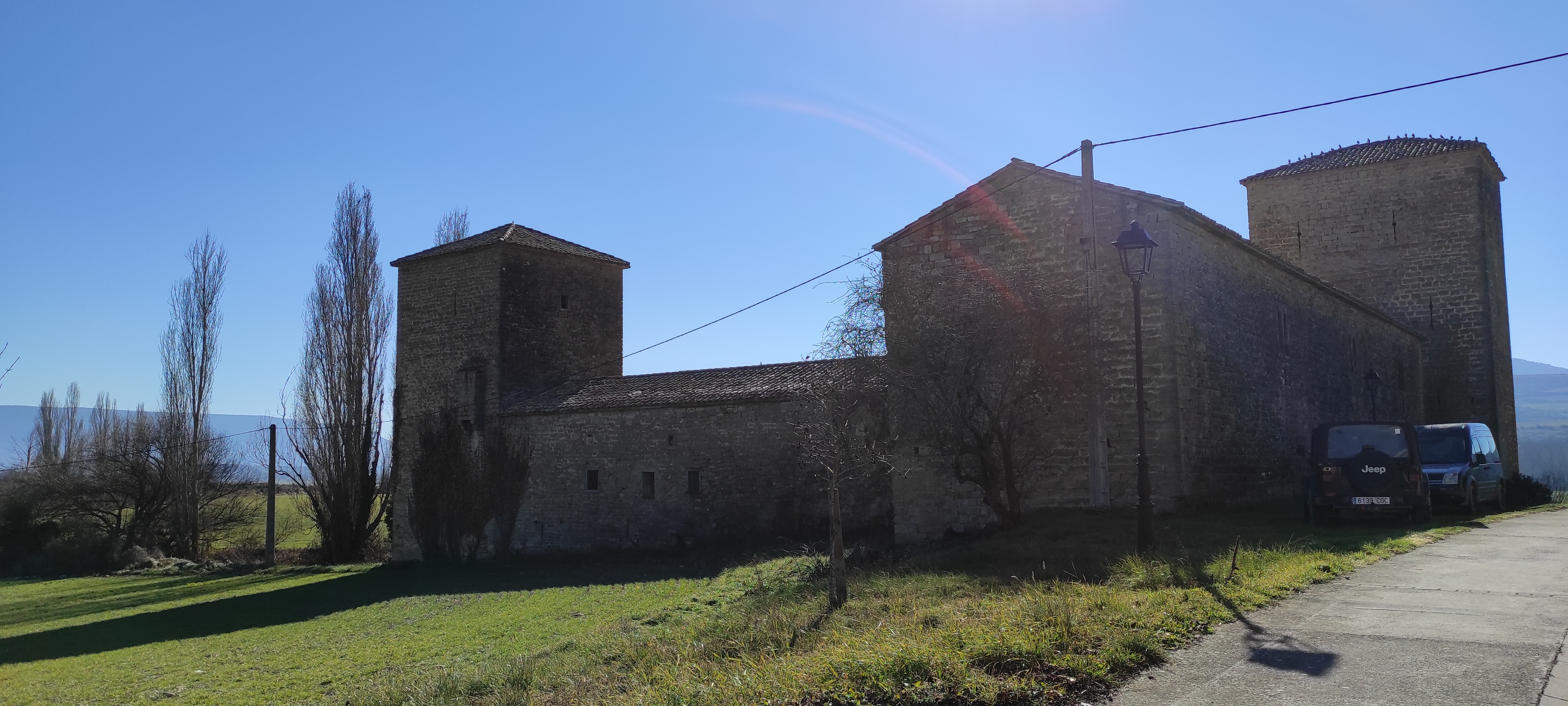
Herrenhaus von Artieda